# Barwienie hematoksyliną i eozyną
Barwienie hematoksyliną i eozyną, barwienie przeglądowe, zwyczajowo barwienie zwykłe – najpopularniejsza metoda barwienia preparatów histologicznych, rutynowo stosowana w pracowniach histologicznych i histopatologicznych.
Barwienie polega na potraktowaniu preparatu (skrawka odparafinowanego lub mrożonego) hematoksyliną ałunową, która wybarwia zasadochłonne struktury na fioletowo, spłukaniu preparatu wodą i wybarwienie eozyną Y (żółtawą) wybarwiającą kwasochłonne struktury na różowo.

## Procedura barwienia
Procedura barwienia odparafinowanych lub mrożeniowych skrawków nałożonych na szkiełka podstawowe składa się z następujących etapów:
1. kąpiel w kuwecie z hematoksyliną ałunową przez 7–10 minut
2. kąpiel w kuwecie z wodą destylowaną
3. płukanie bieżącą wodą przez 15 minut
4. kąpiel w kuwecie z wodą destylowaną
5. kąpiel w kuwecie z 1% eozyną Y z dodatkiem jednej kropli kwasu octowego[b]
6. kąpiel w kuwecie z wodą destylowaną.

## Fizykochemiczny opis procesu barwienia
Granatowa hematoksylina ałunowa jest substancją zasadową, zaś różowa eozyna Y jest słabym kwasem. Jon hematoksyliny wykazuje ładunek dodatni, zaś jon eozynowy ujemny, w konsekwencji czego cząsteczki te przyłączają się do struktur o przeciwnych ładunkach: hematoksylina do grup fosforanowych DNA jądra komórkowego, zaś eozyna do białek cytoplazmatycznych.